# Guigoven
Guigoven is sinds de fusie op 1 januari 2025 een kerkdorp en deelgemeente van de stad Hasselt in de provincie Limburg, het was een zelfstandige gemeente tot aan de gemeentelijke herindeling van 1977. Tot en met 31 december 2024 was het een deelgemeente van de gemeente Kortessem, dat sinds 1 januari 2025 ook een deelgemeente van Hasselt is. Het dorp is gelegen in Haspengouw.

## Etymologie
Guigoven werd voor het eerst vermeld in 980 als Guodenghoven. Het achtervoegsel -hoven duidt op Frankische oorsprong. De naam zou betekenen: Hoeve van (de lieden van) Godo.

## Geschiedenis
De Romeinen waren in deze streek actief, getuige de vondst van Romeinse potscherven. Ook het feit dat Romeinse dakpannen als bouwmateriaal voor de kerktoren werden gebruikt, duidt op Romeinse aanwezigheid in de buurt.
In de middeleeuwen was Guigoven een Loons leen. De heersende familie was gedurende drie eeuwen het geslacht Van Guigoven. Vanaf eind 13e eeuw bezat zij tevens het burggraafschap van Kolmont. In 1413 ging het bezit door huwelijk over op het geslacht Van Gingelom en begin 16e eeuw naar De Blanckaert. Vervolgens waren de families Van Repen, De Surlet, Van Printhagen en De Grunne eigenaar van de heerlijkheid.
Op kerkelijk gebied vormde Guigoven een parochie met Overrepen. Het patronaatsrecht behoorde toe aan de wereldlijke heren en werd vermoedelijk in 1096 door Ida van Verdun geschonken aan de Abdij van Munsterbilzen. Guigoven bleef in bezit van deze abdij tot eind 18e eeuw.
De kom van het dorp groeide rond de oude kerk. De Tongersesteenweg, deel van de Steenweg op Luik die omstreeks 1740 werd aangelegd, leidde tot een verplaatsing van het zwaartepunt van het dorp naar deze weg. In 1850 werd een nieuwe kerk gebouwd, enkele honderden meter westwaarts. Van 1904 tot 1949 was er een halte van de tram van Kortessem naar Tongeren in het dorp.
Tot eind 20e eeuw was er een kleigroeve met dakpannenfabriek in Guigoven. Ook was er ooit een watermolen.
Het gehucht Mersenhoven behoorde, tot de gemeentefusie van 1977, deels bij Guigoven.

## Demografische ontwikkeling
- Bronnen:NIS, Opm:1831 tot en met 1970=volkstellingen; 1976 = inwoneraantal op 31 december

## Bezienswaardigheden

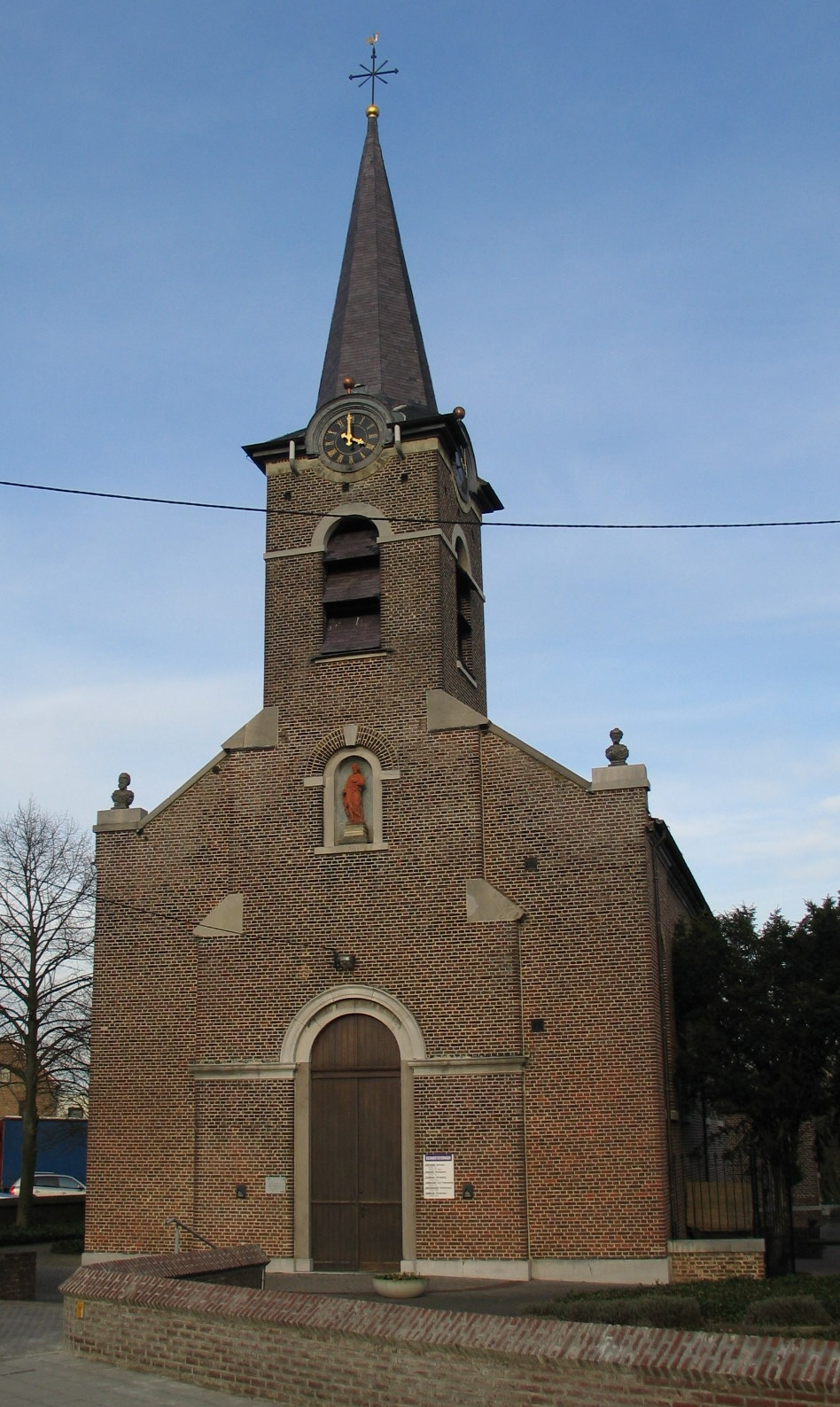
Sint-Quintinuskerk

- De Sint-Quintinuskerk is een neoromaans bouwwerk uit 1850.
- De Kerkhofkapel op de oude begraafplaats
- Het Rood Kasteel (17de–19de eeuw), deels in Maaslandse renaissancestijl, thans hoeve.
- Het Kasteel de Donnea (1801-1802)

## Natuur en landschap
Guigoven is gelegen in vochtig-Haspengouw. Ten oosten ligt het dal van de Mombeek, en de uitmonding van de Winterbeek in de Mombeek. Ten westen ligt het Bellevuebos. De hoogte varieert tussen 35 en 93 meter.
Op het grondgebied van Guigoven wordt landbouw en fruitteelt beoefend.

## Woonachtig in Guigoven
- Simon Lindekens, vanaf 1925

## Nabijgelegen kernen
Wintershoven, Vliermaal,  Kortessem, Gors-Opleeuw, Zammelen, Overrepen